# مسجد شیخ بسطامی
مسجد شیخ بسطامی در بسطام، مرکز شهر واقع شده و این اثر در تاریخ ۱۵ دی ۱۳۱۰ با شمارهٔ ثبت ۶۸ به‌عنوان یکی از آثار ملی ایران به ثبت رسیده است.
مقدسی در قرن چهارم، ضمن اشاره به شهر بسطام به عنوان شهری آباد، از مسجد جامع سخن به میان آورده اما به مزار امامزاده محمد یا مزار بایزید بسطامی اشاره‌ای نکرده است. ناصر خسرو نیز که در ۴۳۵، در سفر از نیشابور به دامغان، از این شهر عبور کرده، گفته است که تربت شیخ بایزید بسطامی را زیارت نموده، اما به مزار امامزاده محمد اشاره نکرده است؛ در حالی که میان مزار بایزید و آرامگاهی که به امامزاده محمد نسبت داده شده، تنها چند متر فاصله است. به گفته اعتمادالسلطنه مزار امامزاده محمد بن جعفر در روستای چهارده کلاته در گرگان است.